# 道浦母都子
道浦 母都子（みちうら もとこ、1947年9月9日 - ）は、日本の歌人。『未来』選者。
全共闘世代の真情を詠んだ『無援の抒情』(1980年)で現代歌人協会賞受賞。以後、自立への道を歩む同時代の女性を静かな調べで詠み続けている。歌集に『水憂』(1986年)、『夕駅』(1997年)、『はやぶさ』(2013年)など。

## 来歴
和歌山県和歌山市生まれ。大阪府吹田市在住。祖父・道浦若八は、部落解放運動にも縁のあった和歌山県議会議員。父は大阪工業大学土木工学科卒の土木技師で、日本窒素（後のチッソ）の関連会社・朝鮮窒素に勤務して、戦後に和歌山に引き揚げた。
中学まで和歌山で暮らした後、父が千里ニュータウン開発に携わることになり大阪に移住。大阪府立北野高等学校を経て、早稲田大学第一文学部演劇学科に進学。第1次羽田事件で山崎博昭が死亡したことにショックを受けて学生運動に身を投じる。当時の早稲田大学を支配していた党派とは対立する党派に属していたため通学できず、法政大学を拠点にした学生生活を送っていた。1968年の新宿騒乱事件で逮捕を経験。黙秘を貫いた末に起訴猶予となる。1970年に朝日ジャーナルに投稿した論文が入選。1971年短歌結社『未来』に入会し、近藤芳美に師事。小栗康平は当時通っていたシナリオ学校の仲間だった。
1972年に早稲田大学を卒業後、大阪に帰りアサヒ・ファミリー・ニュース社の記者として勤務。短歌仲間だった医師と結婚するが、DVを理由に離婚。1980年、全共闘運動に関わった学生時代を歌った歌集『無援の抒情』を発表。歌集としては異例の10万部を超えるベストセラーになり、第25回現代歌人協会賞を受賞する。タイトルは高橋和巳の『孤立無援の思想』からとったものである。2008年、和歌山県文化賞受賞。静岡新聞、中国新聞、信濃毎日新聞歌壇選者。2003年から2011年まで、吹田市教育委員を務めた。

## エピソード
- 同い年の都はるみと交友があり、1998年の楽曲『邪宗門』では作詞を担当した。戦前の大本への宗教弾圧をテーマにした高橋和巳の小説『邪宗門』をもとにした歌詞である。
- 小説家の黒川博行と交友があり、黒川の小説『後妻業』は道浦の父親に起こった事件を下敷きにして書かれた[1]。

## 主な著書
歌集
- 『無援の抒情』（1980・雁書館、1990・岩波書店・同時代ライブラリー、2000・岩波現代文庫、新装版：2015・ながらみ書房）
- 『水憂』（1986・雁書館）
- 『ゆうすげ』（1987・雁書館）
- 『風の婚』（1991・河出書房新社）
- 『夕駅』（1997・河出書房新社）
- 『現代歌人文庫　道浦母都子歌集』（1998・砂子屋書房）
- 『青みぞれ』（1999・短歌研究社）
- 『花やすらい』（2008・角川学芸出版）
- 『はやぶさ』（2013・砂子屋書房）
- 『あふれよ』（2024・角川書店）

小説
- 『花降り』（2007・講談社）
- 『光の河』（2014・潮出版社）

評論・エッセイ
- 『吐魯番の絹』（1988・學藝書林）
- 『男流歌人列伝』（1993・岩波書店・同時代ライブラリー）
- 『四十代、今の私がいちばん好き』（1994・岩波書店）
- 『食のうた歳時記』（1995・彌生書房）
- 『乳房のうたの系譜』（1995・筑摩書房）
- 『本のオアシス』（1996・岩波書店・同時代ライブラリー）
- 『群青の譜』（2000・河出書房新社）
- 『季節の森の物語』（2000・朝日新聞社）
- 『母ともっちゃん』（2001・岩波書店）
- 『女歌の百年』（2002・岩波新書）
- 『声のさざなみ』（2002・文化出版局）
- 『百年の恋』（2003・小学館）
- 『歌日記 花眼の記』（2004・本阿弥書店）
- 『たましいを運ぶ舟』（2010・岩波書店）
- 『歌人探訪　挽歌の華』（2024・角川書店）

共著
- 『女うた 男うた』（1991・リブロポート、坪内稔典共著）
- 『対談集 いのちの言葉』（2005・三輪書店、徳永進との対談）
- 『新版 古寺巡礼京都14 鞍馬寺』（2007・淡交社、信楽香仁共著）

## 代表歌
- 神田川流れ流れていまはもうカルチェラタンを恋うこともなき（『無援の抒情』）
- 催涙ガス避けんと秘かに持ち来たるレモンが胸で不意に匂えり（『無援の抒情』）
- 全存在として抱かれいたるあかときのわれを天上の花と思わむ（『ゆうすげ』）
- 四十代この先生きて何がある風に群れ咲くコスモスの花（『風の婚』）